# Выселение немцев из Джигинки
Изгнание немцев из Джигинки — две волны принудительного выселения немецких колонистов, из основанного ими села Джигинка Анапского района Краснодарского края России в XX веке, по решениям центрального правительства.

## История села
Селение Михаилсфельд, позднее Джигинка, было основано немецкими колонистами в 1868 г. Село было зажиточным, поэтому всегда было много желающих, разных национальностей, поселиться в нём. После 1912 г. в местной школе, построенной на средства общины, был открыт русскоязычный класс. К 1914 г. село было многонациональным, но с преобладанием коренных немцев. Однако после 1914 года ситуация начала резко меняться.

## Первое изгнание
В России с первых дней Первой мировой войны стали бурно развиваться антинемецкие настроения, выливавшиеся в стихийные погромы и убийства немцев живущих в России. Достоверно неизвестно были ли подобные инциденты в Джигинке, но тяжесть официальной дискриминации джигинские немцы ощутили сполна.
После начала Первой мировой войны российское правительство начало последовательные репрессии против живущих в Российской Империи немцев. Уже 2 февраля 1915 года Совет министров принял три закона, получивших прозвание «ликвидационных»: «О землевладении и землепользовании в государстве Российском австрийских, венгерских, германских или турецких подданных», «О прекращении землевладения и землепользования австрийских, венгерских или германских выходцев в приграничных местностях», «О землевладении и землепользовании некоторых разрядов, состоящих в русском подданстве австрийских, венгерских или германских выходцев». Эти законы лишали граждан России немецкой национальности права владеть и обрабатывать земли в пределах 150-верстной полосы «вдоль существующей государственной границы с Германией и Австро-Венгрией и прилегающего к сей полосе района» и в пределах 100-верстной полосы «вдоль государственной границы в Бессарабской губернии, побережья Черного и Азовских морей с их заливами, включая всю территорию Крымского полуострова, и по всей государственной границе в Закавказье от Чёрного до Каспийского морей». Джигинка находилась как раз в обозначенной зоне. Все земли сельчан подлежали продаже в кратчайший срок, а в случае нарушения, предписания — конфискации, с последующей продажей на торгах.
Из справки Государственного архива Краснодарского края: «…В 1915 году в ходе ликвидации немецкого землевладения 3962 десятины земли (села Джигинки. — Прим. авт.) были выкуплены Екатеринодарским отделением Крестьянского банка с рассрочкой выплаты на 50 лет, но в 1917 году Временным правительством данная покупка была аннулирована…»
Кроме того по указу 1916 года, все немцы чьи предки получили российское подданство менее 100 лет назад, становились военнопленными и подлежали интернированию.
Семьи немецких колонистов приняли российское подданство ранее, однако на тот момент они проживали в Бессарабии, где и остались архивы госорганов подтверждавших это. Согласно Указу давность подданства следовало доказывать самостоятельно, в течение нескольких месяцев, иначе всё село могло подвергнуться интернированию и депортации. В связи с этим, в том же году Христиан Шельске, сын основателя Джигинки, в условиях военного времени, предпринял экстренную поездку в Бессарабию, для получения документов о давности подданства джигинских немцев. Большинство немецких колонистов получили документы, позволившие избежать военного плена на родине.
11 марта 1917 г. Временное Правительство отменило «ликвидационные законы» и аннулировало все сделки совершённые на их основе.
Тем не менее, с 1911 по 1917 гг., население Джигинки сократилось с 1402 до 768 жителей. Можно предполагать, что часть жителей не смогла подтвердить давность подданства и были депортированы как военнопленные своей родины, а часть, эмигрировали самостоятельно, потеряв землю.

## Второе изгнание
«Наказанный народ» — так во времена правления И. В. Сталина называли граждан СССР, которые подвергались репрессиям или переселениям просто по признаку национальности.
Тучи над советскими немцам сгущались со второй половины 1930-х, то есть, задолго до начала Второй мировой войны. В докладной записке Суслову начальник УНКВД, писал о необходимости депортации этнических немцев, приводя в качестве причин „сопротивление их в годы Гражданской войны и коллективизации, неприятие советской власти, враждебный настрой пасторов и лютеранских общин, родственные связи с ушедшими нелегально за кордон“.
Сотрудники органов госбезопасности регулярно врали о вероятном шпионаже советских немцев в пользу Третьего рейха, представляя их диверсантами и возможными лидерами „антисоветских фашистских ячеек“. В 1937—1938 годах власти в ходе Большого террора, ложно объявили 76 человек участниками семи „фашистских формирований“. Неправосудные судилища против „шпионско-диверсионных националистических групп“ продолжились и в 1940-м и в 1941-м. Этнических немцев ложно обвиняли в „глубоко законспирированной революционной работе“, попытках подорвать советскую власть или, напротив, переселиться в Германию.
21 сентября 1941 г. вышло постановление ГКО СССР № 698 о депортации немцев Краснодарского и Орджоникидзевского районов. В конце сентября 1941 года, то есть через три месяца после начала войны, с приказом о выселении были ознакомлены и немцы Джигинки. Им велели собраться у кирхи и объявили, что им дается время до утра, чтобы подготовиться к отъезду. С собой разрешалось брать только самое необходимое.
29 сентября 1941 года всех джигинских немцев вывезли из села.

## Процесс депортации
На станции Крымская депортируемых погрузили в вагоны для перевозки скота, без санитарных удобств, и отправили в восточный Казахстан. В пути длившемся более месяца их почти не кормили, что стало причиной множества смертей от истощения и излечимых заболеваний.

## Положение спецпоселенцев
По прибытии на место переселенцев разместили в необжитой степи или в подсобных помещениях местных сёл, без запаса еды и медикаментов. Голод и холод обусловили высокую смертность среди них, особенно среди детей. Дополнительным фактором детской смертности стала мобилизация многих родителей на принудительные работы в других регионах СССР, при этом зачастую дети оставались без опеки, и были обречены на голодную смерть. Уклонение от трудовой мобилизации влекло за собой уголовную ответственность. Эти обстоятельства усугублялись часто враждебным отношением местных жителей, считавших спецпоселенцев „фашистскими захватчиками“.
После окончания Второй мировой Войны, положение спецпоселенцев продолжило ухудшаться. Указ Президиума Верховного Совета СССР от 1948 г. установил сроки спецпоселения „навечно, без права возврата их к прежним местам жительства“, „За самовольной выезд (побег) из мест обязательного поселения … определить меру наказания … в 20 лет каторжных работ“, „Лиц, виновных в укрывательстве выселенцев… или способствовавших их побегу, лиц, виновных в выдаче разрешения выселенцам на возврат их в места их … жительства, и лиц, оказывающих им помощь … в местах прежнего жительства… лишение свободы на срок до 5 лет“.

## Возвращение
Либерализация положения спецпоселенцев началась только после смерти Сталина. 5 июля 1954 года ЦК КПСС и Совет Министров СССР приняли совместное постановление „О снятии некоторых ограничений в правовом положении спецпоселенцев“. Постановление предусматривало поэтапное сокращение числа и категорий спецпоселенцев и некоторую либерализацию самого режима спецпоселения… 10 марта 1955 года Совет Министров СССР обязал органы внутренних дел выдать спецпоселенцам паспорта гражданина СССР…» В последующем Указом Президиума Верховного Совета СССР от 13 декабря 1955 года со всех без исключения оставшихся к тому времени на спецпоселении немцев были сняты предусмотренные этим режимом ограничения, однако одновременно было указано что снятие с немцев ограничений по спецпоселению не влечет за собой возвращение имущества, конфискованного при выселении и что они не имеют права возвращаться в места, откуда они были выселены.
Тем не менее многие из выживших переселенцев смогли самостоятельно вернуться в родное село и вновь построить себе новые дома.